# 罗迪-加尔加尼科
罗迪-加尔加尼科（義大利語：Rodi Garganico），是意大利福贾省的一个市镇。总面积13.23平方公里，人口3704人，人口密度280.0人/平方公里（2009年）。ISTAT代码为071043。